# Хребет Королеви Олександри
84°0′ пд. ш. 168°0′ сх. д. / 84.000° пд. ш. 168.000° сх. д.
Хребет Королеви Олександри (англ. Queen Alexandra Range) — гірський хребет в Антарктиді, розташований в середній частині гірської системи Трансантарктичних гір, простягся уздовж всієї західної сторони гірського льодовика Бірдмора який є основним проходом між антарктичним Полярним плато та шельфовим льодовиком Росса.

## Географія
Хребет являє собою ланцюг куполоподібних вершин, що піднімаються над поверхнею льодовикового щита, які чергуються з вершинами у вигляді конічних піків. Довжина хребта становить близько 160 км і він простягся з півночі — північного сходу на південь — південний захід. Ширина становить близько 65 км. Найвища точка — гора Кіркпатрик (4 528 м). Це найвищий хребет Трансантарктичних гір, та другий за висотою — в Антарктиці, після хребта Сентінел, у горах Елсворт (максимальна висота 4 892 м). На південному сході від хребта, розділений льодовиком Бірдмора, лежить Хребет Королеви Мод, а на північному заході — за льодовиком Лав — Хребет Королеви Єлизавети.
Найвищі вершини хребта Королеви Олександри:
| Назва          | Назва англійською | Висота, м | Відносна висота, м | Розташування                                                  |
| -------------- | ----------------- | --------- | ------------------ | ------------------------------------------------------------- |
| Кіркпатрик     | Mount Kirkpatrick | 4528      | 2601               | 84°20′ пд. ш. 166°25′ сх. д. / 84.333° пд. ш. 166.417° сх. д. |
| Елізабет       | Mount Elizabeth   | 4480      | 1657               | 83°54′ пд. ш. 168°23′ сх. д. / 83.900° пд. ш. 168.383° сх. д. |
| Белл           | Mount Bell        | 4305      |                    | 84°4′ пд. ш. 167°30′ сх. д. / 84.067° пд. ш. 167.500° сх. д.  |
| Макеллар       | Mount Mackellar   | 4295      |                    | 83°59′ пд. ш. 166°39′ сх. д. / 83.983° пд. ш. 166.650° сх. д. |
| Флемінґ Самміт | Fleming Summit    | 4200      |                    | 84°20′ пд. ш. 166°18′ сх. д. / 84.333° пд. ш. 166.300° сх. д. |
| Дікерсон       | Mount Dickerson   | 4120      |                    | 84°20′ пд. ш. 167°8′ сх. д. / 84.333° пд. ш. 167.133° сх. д.  |
| Пік Деценніал  | Decennial Peak    | 4020      |                    | 84°22′ пд. ш. 166°2′ сх. д. / 84.367° пд. ш. 166.033° сх. д.  |
| Без назви      | (unknown)         | 3938      | 1500               | 86°18′ пд. ш. 158°0′ сх. д. / 86.300° пд. ш. 158.000° сх. д.  |
| Енн            | Mount Anne        | 3872      |                    | 83°48′ пд. ш. 168°30′ сх. д. / 83.800° пд. ш. 168.500° сх. д. |
| Фалла          | Mount Falla       | 3825      |                    | 84°22′ пд. ш. 164°55′ сх. д. / 84.367° пд. ш. 164.917° сх. д. |
| Стенлі         | Mount Stanley     | 3220      |                    | 84°9′ пд. ш. 165°29′ сх. д. / 84.150° пд. ш. 165.483° сх. д.  |

## Відкриття і дослідження
Хребет був відкритий у 1908 році британською антарктичною експедицією (1907-1909) Ернеста Шеклтона і названий на честь англійської королеви Олександри. Хребет має також і інші, альтернативні назви: «Гори Олександри», «Хребет Олександри», «Гори Королеви Олександри».
Шеклтон із групою дослідників, а пізніше Британська антарктична експедиція 1910–1913 р. під керівництвом Роберта Скотта, зібрали в цих горах зразки порід, які містили скам'янілості багатоклітинних організмів. Відкриття багатоклітинних форм життя поблизу Південного полюсу були додатковими доказами, які підтверджували наукову гіпотезу опубліковану в 1910 і в 1912 роках про теорію дрейфу континентів.